# Distrito de Una
Una (en hindi; उना जिला) es un distrito de la India en el estado de Himachal Pradesh. Código ISO: IN.HP.UN.
Comprende una superficie de 1 540 km².
El centro administrativo es la ciudad de Una.

## Demografía
Según censo 2011 contaba con una población total de 521 057 habitantes, de los cuales 257 516 eran mujeres y 263 541 varones.